# فرس البحر قصير الرأس
فرس البحر قصير الرأس (الاسم العلمي: Hippocampus breviceps) (بالإنجليزية: Short-head seahorse)‏ هو نوع من الأسماك يتبع جنس فرس البحر من فصيلة زمارات البحر.